# Pax Americana

División de los distintos Comandos en los que el Departamento de Defensa de Estados Unidos ha dividido el globo.

Pax Americana (en español paz americana o paz estadounidense) es una expresión utilizada para designar la supremacía mundial de los Estados Unidos tras el fin de la Segunda Guerra Mundial, en especial sobre el hemisferio occidental,  y la relativa paz, estabilidad, y prosperidad que ese sistema generó para algunos países bajo su influencia durante la guerra fría. En este sentido, Pax Americana ha llegado a describir la posición militar y económica de los Estados Unidos en relación con otras naciones. El Plan Marshall, que gastó 13 mil millones de dólares después de la Segunda Guerra Mundial para reconstruir las economías de Europa Occidental, ha sido descrito como "el lanzamiento de la Pax Americana".
La principal estrategia de construcción de hegemonía adoptada por los Estados Unidos fue organizar instituciones internacionales. Estos organismos fueron utilizados para establecer una hegemonía que fuera aceptable. Diferente de lo que había sido antes la pax britannica, que no contaba con instituciones internacionales formales, en el periodo de la pax americana la configuración de poder era más rígida en la formación de alianzas con el objetivo de contener a la Unión Soviética.
El primer uso del término pax americana es atribuido al general estadounidense George V. Strong en mayo de 1942 durante encuentro de una subcomisión de seguridad del Departamento de Estado. El general participaba de un proyecto de estudios sobre guerra y paz.
Mientras la mayor parte de la literatura especializada coincide que el periodo de hegemonía estadounidense empezó en 1945, no hay un consenso sobre su final. Algunos autores consideran 1971 un momento importante que marcaría el inicio de la decadencia de los Estados Unidos, cuando el país dejó de convertir dólares en oro a un precio fijo, regla prevista en el sistema de Bretton Woods. Otros consideran que la gran recesión de 2008 debilitó las fundaciones del poder económico norteamericano. También algunos identifican los atentados del 11 de septiembre de 2001 sobre el Pentágono, el World Trade Center de Nueva York y Pensilvania con el final de la pax americana.
Académicos de Relaciones Internacionales debaten una teoría bastante difundida de que sería necesaria la existencia de una única gran potencia para garantizar la paz y el orden mundial. En ese sentido, en los periodos de pax britannica y pax americana — liderados por Reino Unido y Estados Unidos, respectivamente — una potencia habría usado su posición dominante para asegurar esas características. Esa teoría — llamada Teoría de Estabilidad Hegemónica — tuvo su principal momento en los años 1980. 
Durante el periodo de pax americana no se ha producido ningún conflicto armado directo entre las principales naciones occidentales y mundiales, y no se han usado armas nucleares. No obstante, los Estados Unidos y sus aliados sí han estado implicados en conflictos y guerras regionales, como la guerra de Corea, la guerra de Vietnam, la guerra de Afganistán y la guerra de Irak, a la vez que han mantenido el espionaje y las operaciones encubiertas por todo el mundo.
El término pax americana lo usan tanto partidarios como críticos de la política exterior de los Estados Unidos, y como tal, esto lleva connotaciones diferentes, dependiendo del contexto. Por ejemplo, aparece repetidamente en un conocido documento de septiembre de 2000 llamado «Reconstruyendo la Defensa de América» escrito por el think tank neoconservador Proyecto para el Nuevo Siglo Estadounidense, pero también es usado por críticos para caracterizar la hegemonía estadounidense y su «hiperpoder». 
Tanto durante la pax romana como durante la paz estadounidense las guerras continuaron, pero también fue un tiempo de prosperidad para su civilización. Es importante notar que, durante esos períodos y muchos otros tiempos de paz, a lo que se hace referencia no es a una paz completa. Paz solamente significa que ellos prosperaron en lo militar, en la agricultura, el comercio y la industria.

## Herencia de laPax Britannica

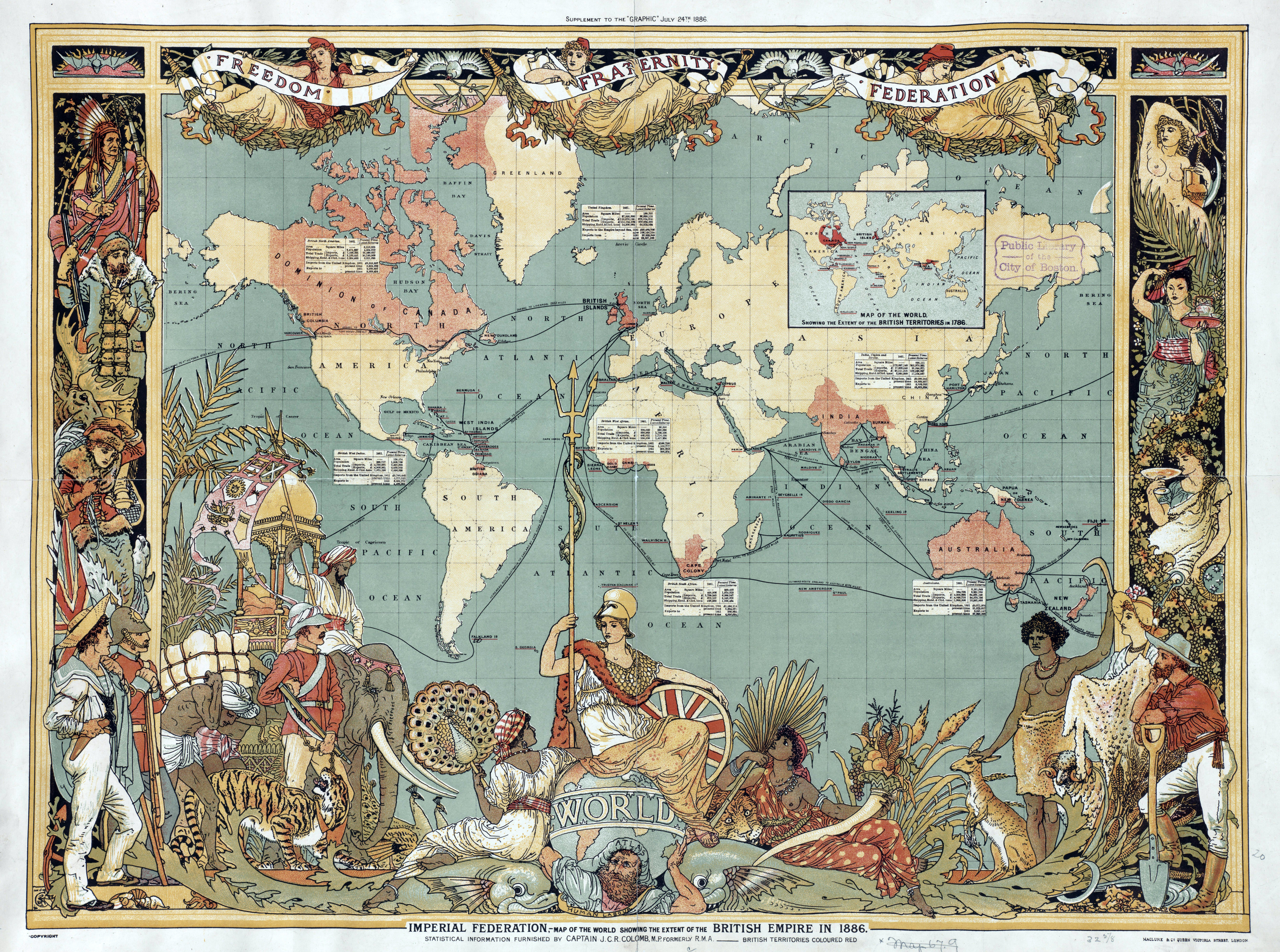
Un elaborado mapa del Imperio británico en 1886, marcado en rosa, el color tradicional para los dominios imperiales británicos en los mapas.

Desde el fin de las Guerras Napoleónicas en 1815 y hasta la Primera Guerra Mundial en 1914, el Reino Unido jugó el papel hegemónico en el mundo, donde el balance de las potencias fue el principal objetivo. Fue también en este tiempo que el Imperio británico (Pax Britannica) llegó a ser el más grande de su tipo sobre la Tierra, y ciertamente el mayor Imperio que haya existido hasta la fecha. La superioridad de las fuerzas armadas británicas tenía un carácter mundial, y su comercio estaba garantizado por el predominio sobre una Europa carente de fuertes estados nacionales, así como por la presencia de la Real Armada Británica en todos los océanos y mares del mundo. El Imperio británico incluso fue más allá de los mares y estableció un sistema universal de correos. Durante la transición planificada del Imperio británico a la Comunidad Británica de Naciones, a algunos miembros del gobierno británico, tales como Harold Macmillan, les gustaba creer que las relaciones británicas con los Estados Unidos de América debían ser similares a las que tuvo una Grecia progenitora con Roma, entendiéndose que el papel de esta última era desempeñado por Estados Unidos.
Durante la hegemonía británica, los Estados Unidos desarrollaron estrechos lazos con Gran Bretaña, evolucionando en lo que llegó a ser conocido como "una especial relación" entre ambos. Los muchos puntos en común compartidos por ambas naciones (como el idioma o la historia) les dieron como resultado una alianza conjunta. Muchos observadores piensan que la Pax americana fue construida, al menos en parte, con pedazos de la desaparecida Pax britannica. A través de los años, ambos han estado muy activos conjuntamente en países de Norteamérica, Oriente Medio y Asia.

## Orígenes de la paz

Países con presencia militar estadounidense o que permiten el uso militar estadounidense de sus instalaciones.

La Paz estadounidense deriva parcialmente de la influencia directa de los Estados Unidos, pero el apoyo financiero y diplomático otorgado por Estados Unidos a instituciones internacionales es tanto o más significativo aún para ello.
Aún el llamado «Momento Unipolar» que siguió al colapso de la Unión Soviética no se compara con la ventajosa posición que Estados Unidos ocupaba en 1945 con respecto al resto del mundo industrializado. En 1945, Estados Unidos era el responsable de la mitad de la producción industrial mundial, tenía el 80% de las reservas de oro del mundo, y era la única potencia nuclear. Siendo ya la mayor economía del globo, los Estados Unidos finalizaron la Segunda Guerra Mundial con su infraestructura nacional intacta y sus fuerzas militares con un poder sin precedentes. La destrucción catastrófica de vidas, infraestructuras y capitales durante la Segunda Guerra Mundial habían agotado al imperialismo del Viejo Mundo, vencedor y vencido a la vez.
Los Estados Unidos invirtieron fuertemente en programas económicos tales como el Plan Marshall y la reconstrucción de Japón, cimentando lazos defensivos que debieron incrementarse con el surgimiento del telón de acero y la expansión de la Guerra Fría. La era del respaldo estadounidense permitió no solamente la rápida reindustrialización de Europa y Japón, sino que también permitió a las naciones experimentar con nuevas estructuras tales como la Comunidad Europea del Carbón y del Acero, fomentando el incremento de la cooperación internacional.
Pero, al estar en la mejor posición para tomar ventajas del libre comercio, culturalmente indispuestos con los imperios tradicionales (aunque no sin sus propios intereses coloniales),y alarmados por el auge del comunismo en China y la explosión de la primera bomba atómica soviética, los tradicionalmente aislacionistas Estados Unidos cobraron un vivo interés en desarrollar instituciones multilaterales, las cuales mantendrían un orden mundial favorable para ellos, entre las que cabe mencionar:
- Fondo Monetario Internacional y Banco Internacional para la Reconstrucción y el Desarrollo (Banco Mundial), parte del sistema Bretton Woods de administración financiera internacional, que incluyó hasta los inicios de la década de 1970 una tasa de cambio fija del dólar estadounidense.
- Organización del Tratado del Atlántico Norte (OTAN), un acuerdo de seguridad colectiva de las potencias del Atlántico; el tratado de defensa mutua con Japón y Corea del Sur; y en una lejana y más pequeña extensión la Organización del Tratado del Sudeste Asiático (más conocido por sus siglas en inglés, SEATO). Con el surgimiento de la Cortina de Hierro y el desencadenamiento de la Guerra Fría, los Estados Unidos mantuvieron, y aún mantienen, significativos contingentes de tropas en Europa y Asia Oriental.
- Acuerdo General de Aranceles y Comercio (mejor conocido por sus siglas en inglés como GATT), que es un protocolo para la regulación y reducción de las barreras comerciales.
- Las Naciones Unidas (ONU), pero más particularmente el poder de veto de los miembros permanentes de su Consejo de Seguridad, entre los que se encuentra Estados Unidos.

Algunos críticos sostienen que estos programas y organizaciones son efectivamente instrumentos de la política de estado de la potencia estadounidense, o bien que están mal administrados y tienen efectos nocivos para ciertas naciones. Otros expresan resentimiento por la dependencia de sus países con respecto a la protección militar estadounidense, debido a desacuerdos con su política o con la adicional presencia de sus fuerzas. La capacidad de los Estados Unidos de actuar como «la policía mundial» se dificulta más por la histórica aversión de sus propios ciudadanos con respecto a las guerras extranjeras. No obstante, las instituciones que están detrás de la Paz estadounidense persisten en el siglo XXI.